# Кампо-де-Марте
Кампо-де-Марте (Марсово поле исп. El Campo de Marte de Lima или  Площадь Революции  исп. Plaza de La Revolución) — это большой парк, расположенный в городе Лима. Размеры парка достигают 800 метров в длину и почти 470 метров в ширину. Считается «легкими» города из-за густых зеленых насаждений.
Первоначально в парковой зоне находились выставочные помещения, а после был построен ипподром Санта-Беатрис, который проработал на этом месте с 1903 по 1938 год. В настоящее время осталась только трибуна ипподрома, которая используется для зрителей, наблюдающих за ежегодным торжественным военным парадом, проводимым 29 июля.

## Достопримечательности

### Монумент защитникам границы
Памятник, созданный скульптором Артемио Oкaнья Бехарано, расположен в западной части парка Кампо-де-Марте и посвящен защитникам Перу, участвующим в эквадорской-перуанской войне 1941 года. Работы над монументом начались в течение первого периода правления президента Мануэля Прадо-и-Угартече, продолжились в период правления президента Хосе Бустаманте-и-Риверо и генерала Мануэля Одриа, завершились же в 1966 году, как это ни парадоксально, во втором периоде правления президента Мануэля Прадо-и-Угартече, совпадающей с Серебряной годовщиной Битвы при Сарумилье. Открытие монумента состоялось 24 июня 1966 года. 

Пьедестал высотой 25 метров изготовлен из гранита. На нем располагаются 28 человеческих фигур. В верхней части постамента расположены три фигуры Славы, Родины и Победы. Слава и Родина поднимают руки в небо с мольбой о воскрешении погибших и с просьбой залечить их смертельные раны. Внизу расположены 14 фигур, участвующих в боевых действиях.

Существует также другая скульптурная группа, которая представляет собой три провинции: Тумбес, Хаэн и Майнас.

В задней части располагается бронзовая скульптурная группа, представляющая Южноамериканское Содружество и символизирующая закрепление дружбы двух народов посредством рукопожатие двух молодых людей из Перу и Эквадора.

С одной стороны монумента находится фигура, олицетворяющая Справедливость, требующая жить в обществе без каких-либо обид и злости. С другой стороны монумента находится фигура, олицетворяющая Закон, символизирующий международное право, благодаря которому решаются проблемы пересечения границы.

Так же существуют две скульптуры, которые олицетворяют русла рек Мараньон и Амазонка.

### Памятник матери
Открытие памятника, выполненного из бронзы и гранита скульптором Рафаэлем Кастильо Родригесом, состоялось 25 июля 1969 года. Представляет собой женщину с двумя детьми. Один ребенок сидит на руках женщины, а другой ребенок просит, чтобы мать взяла его на руки.

### Монумент Хорхе Чавесу
Установлен в память героического подвига летчика перуанской авиации, который первым пересек Альпы Швейцарии 23 сентября 1910 года.
Монумент, созданный итальянским скульптором Эудженио Барони, выполнен в виде пирамиды, на которой расположено несколько фигур. Для создания использовалась бронза и красный гранит. Монумент был подарен Итальянской Колонией и открыт в 27-ю годовщину события — 23 сентября 1037 года.

### Древо Содружества
Было посажено президентом Республики Перу Аугусто Легия и делегацией из Венесуэлы 9 декабря 1924 года.